# Oulunkaari
Oulunkaari eller Oulunkaaren seutukunta är en av de ekonomiska regionerna i landskapet Norra Österbotten i Finland. Folkmängden i regionen uppgick den 1 januari 2013 till 21 144 invånare, regionens totala areal utgjordes av 10 413 kvadratkilometer och därav utgjordes landytan av 8 861,30  kvadratkilometer.  I Finlands NUTS-indelning representerar regionen nivån LAU 1 (f.d. NUTS 4), och dess nationella kod är 173. Regionen saknar officiell svenskspråkig namnform. Oulunkaari betyder fritt översatt Uleåborgsbågen.

## Förteckning över kommuner
Ekonomiska regionen Oulunkaari  omfattar följande fyra kommuner: 
- Ijo kommun
- Pudasjärvi stad
- Utajärvi kommun
- Vaala kommun

Samtliga kommuners språkliga status är enspråkigt finska.